# Exo Planet 3 – The Exo'rdium
EXO Planet #3 ─ The EXO'rDIUM es la tercera gira musical del grupo masculino surcoreano EXO. La gira fue anunciada oficialmente el 15 de junio de 2016 y comenzó en la Arena de Gimnasia Olímpica de Seúl el 22 de julio de 2016. Las primeras seis fechas fueron en Corea del Sur, haciendo a EXO el primer grupo de K-pop que tiene la serie de conciertos más larga en Seúl. Durante la gira, el miembro Kai tuvo problemas con una lesión en el tobillo, por lo que no pudo participar en los primeros tres meses de la gira.

## Conciertos

### Seúl
- S.M. Entertainment anunció oficialmente la gira en junio de 2016, con seis fechas en Seúl en el Parque Olímpico, más conocido como Arena de Gimnasia Olímpica y Salón de Gimnasia Olímpica.
- El EXO'rDIUM fue originalmente anunciado para iniciar el 23 de julio de 2016 con cinco conciertos, pero debido a la demanda popular, un sexto show estaba programado para el 22 de julio de 2016.[4][5]
- EXO se retiró de su vestimenta anterior y estrenó una nueva ropa que permite que su piel pueda respirar más fácilmente y cuenta con camisas transparentes y camisas con escotes muy profundos.[6] La tercera gira de EXO también incluyó el lanzamiento de una segunda versión de su lightstick oficial. El nuevo lightsitck fue lanzado en julio de 2016 e incluye el elegante logotipo de EXO en blanco con una luz cambiante multicolor.[7][8][9][10] EXO también lanzó nueva mercancía, incluyendo retratos enmarcados y transparentes. Los ventiladores pueden mantener los marcos hasta el cielo para ver un gradiente natural en cada foto.[11]
- El 23 de julio de 2016 Kai sufrió una lesión en tobillo durante la gira. El líder de EXO, Suho, hizo el anuncio a los fanáticos el 24 de julio de 2016 durante su concierto. Kai subió al escenario más tarde para explicar a los fanes que, aunque no se rompió huesos, le costó severamente los ligamentos en el tobillo.[1] Después de los tres primeros conciertos de EXO en Seúl, se anunció que Kai continuaría tomando tiempo libre para descansar y no sería capaz de realizar algunas canciones con el grupo en los conciertos.[2][3]
- El 24 de julio de 2016, los fanes se preocuparon por el miembro Lay después de la actuación de «Lightsaber» de EXO. Según se informa, Lay fue visto extremadamente agotado y agarrándose los costados a causa del dolor antes de cojear rápidamente fuera del escenario.[1]
- De acuerdo con Chung Joo Won de Yonhap News, «El concierto de tres horas se estableció con un clip especial, en el que los miembros EXO son retratados como semi-dioses sobrenaturales que representan diferentes elementos de la naturaleza, como el fuego, el agua, la tierra y los bosques. Los aficionados gritaron frenéticamente como sus miembros favoritos se presentó en la pantalla, de pie en la esfinge de Egipto, rescatando a una niña inocente en la guerra de Vietnam y la protección de un niño pequeño de huracán».[12]
- El truco de seis días de EXO en Seúl no sólo sacó a la luz a 84 000 fanes y los padres de los miembros de EXO,[13][14] sino también a una larga lista de celebridades, incluyendo a Bada,[15] Lee Joon Gi,[16] Minho de SHINee,[17] Lee Ho Jung,[18] Ryu Jun Yeol,[19] Red Velvet, Kwanghee de ZE:A, Seo Hyun Jin, Goo Hye Sun, Park Min Ha,[20] Lee Soo Man,[17] Baek Sung Hyun,[21] Nam Gyu Ri,[22] Kang Tae Hwan,[23] Bruce Youn, Kim Hyosun,[24] Kwon Si Hyun,[25] Kwon Si Hyun, y se informa que también Kim Ki Bang, Yeon Jun Seok, Lee Sung Kyung, y Yoo Seung Ho.[20] Kim Hee Chan, Ji Soo, Park So Hyun, Hyoyeon de Girls' Generation, Namjoo de A Pink y se rumorea que también el hermano mayor de Sehun.

### China
- El EXO'rDIUM estaba originalmente programado para tener lugar en Hangzhou, Chengdu y Nankín. Tras el anuncio de Corea del Sur de que iban a desplegar el sistema THAAD de Estados Unidos, China respondió imponiendo fuertes restricciones a los artistas surcoreanos. Debido a este conflicto actual, todos los conciertos EXO'rDIUM programados en China (excepto Hangzhou) han sido cancelados.[26][27]
- Las entradas para el EXO'rDIUM en Hangzhou se agotaron en cinco minutos.[28][29]
- El 30 de septiembre de 2016 marcó el regreso casi completo del miembro Kai después de su lesión en el pie. Kai participó en la mayoría de las actuaciones para el concierto de EXO en Hangzhou.

### Bangkok
- El EXO'rDIUM en Bangkok vendió 24 000 entradas en tres minutos, estableciendo un nuevo récord.[30]
- A pesar de las lesiones en el brazo, Chanyeol y Sehun participaron plenamente en el EXO'rDIUM en Bangkok. Aunque Kai estaba presente, su rendimiento físico era todavía limitado debido a su recuperación en curso de una lesión de tobillo sufrida en julio.[31][32][33][34]
- Durante la actuación del 11 de septiembre, EXO se unió al escenario con Yoo Jae Suk para una actuación especial de «Dancing King». Esta colaboración fue parte de la misión de Jae Suk que necesitaba completar en Infinite Challenge.[35][36][37][38][39]

### Japón
- El concierto de EXO en Fukuoka (Día 1) también vio un regreso casi completo del miembro Kai después de su lesión en el pie. Kai participó en todas las actuaciones de EXO, excepto en la actuación de «Overdose».
- Durante el espectáculo de Fukuoka (Día 1), Chanyeol cantó un cover de Masayoshi Yamazaki «One More Time, One More Chance».[40][41]
- EXO agregó su nuevo sencillo «Coming Over» a la lista de set para sus presentaciones en Tokio y Osaka.

### México

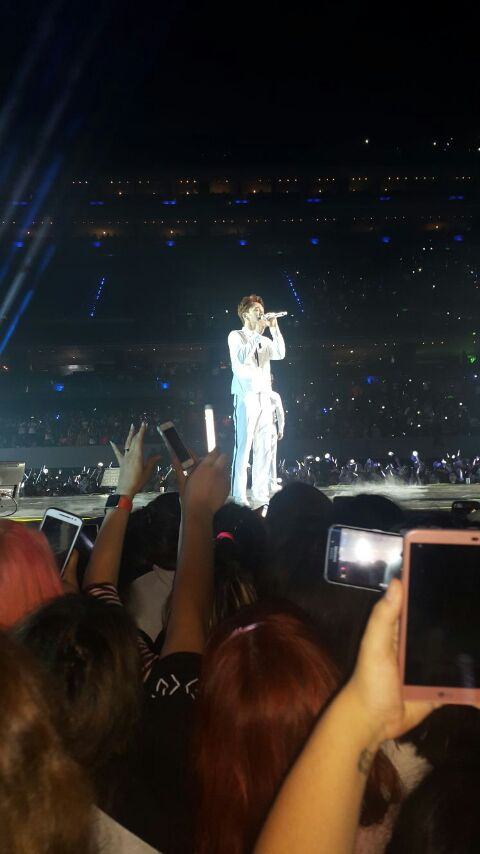
El miembro Chen en México en abril de 2017.

El 1 de febrero de 2017, el promotor del tour, Dilemma, hizo un anuncio oficial para anunciar que EXO expandiría su gira de Asia a México, convirtiéndose así en la segunda gira mundial del grupo.

## Lista de canciones
| Corea del Sur |
| --- |
| Opening VCR - MAMA (remix) (KR) - Monster (remix) (KR) - 늑대와 미녀 (Wolf) (Remix) (KR) Ment - 백색소음 (White Noise) (KR) - Thunder (KR) - Playboy (KR) - Artificial Love (KR) VCR - 불공평해 (Unfair) (KR) - My Lady (acoustic medley) (KR) - My Turn to Cry (acoustic medley) (KR) - 월광 (Moonlight) (acoustic medley) (KR) - Monodrama (acoustic medley) (CH) - Call Me Baby (acoustic medley) (KR) - Love, Love, Love (acoustic medley) (KR) - 유성우 (Lady Luck) (acoustic medley) (KR) - What If (KR) - Tender Love (KR) - Love Me Right (KR) - 유리어항 (One and Only) (KR) - Stronger (KR) VCR - Heaven (KR) - XOXO (KR) - Girl x Friend (KR) - 3.6.5. (KR) VCR - Overdose (KR) - Transformer (KR) - Lightsaber (KR) Ment - 같이해 (Do It Together) (KR) - Full Moon (KR) - Drop That (KR) - Let Out The Beast (KR) - Lucky (KR) - Run (remix) (KR) (Encore) - Cloud 9 (KR) - 으르렁 (Growl) (remix) (KR) - Lucky One (KR) Ment - 너의 세상으로 (Into Your World) (KR) |

| Bangkok |
| --- |
| Opening VCR - MAMA (remix) (KR) - Monster (remix) (KR) - 늑대와 미녀 (Wolf) (Remix) (KR) Ment - 백색소음 (White Noise) (KR) - Thunder (KR) - Playboy (KR) - Artificial Love (KR) VCR - 불공평해 (Unfair) (KR) - My Lady (acoustic medley) (KR) - My Turn to Cry (acoustic medley) (KR) - 월광 (Moonlight) (acoustic medley) (KR) - Monodrama (acoustic medley) (CH) - Call Me Baby (acoustic medley) (KR) - Love, Love, Love (acoustic medley) (KR) - 유성우 (Lady Luck) (acoustic medley) (KR) - What If (KR) - Tender Love (KR) - Love Me Right (KR) - 유리어항 (One and Only) (KR) - Stronger (KR) VCR (Lucky) - Heaven (KR) - Girl x Friend (KR) - 3.6.5. (KR) VCR (Tender Love + BeatBurger Remix) - Overdose (KR) - Transformer (KR) - Lightsaber (remix) (KR) Ment - 같이해 (Do It Together) (KR) - Full Moon (KR) - Dancing King ft. Yoo Jae Suk (KR) (Day 2 Only) 'Ment' ft. Yoo Jae Suk (Day 2 Only) - Drop That (KR) - Let Out The Beast (remix) (KR) - Lucky (KR) - Run (remix) (KR) VCR (Sing For You) - 으르렁 (Growl) (remix) (KR) - Lucky One (KR) Ment - 너의 세상으로 (Into Your World) (KR) |

| Hangzhou |
| --- |
| Opening VCR - MAMA (remix) (KR) - Monster (remix) (CH) - 늑대와 미녀 (Wolf) (Remix) (KR) Ment - 백색소음 (White Noise) (KR) - Thunder (KR) - Playboy (KR) - Artificial Love (KR) VCR - 불공평해 (Unfair) (KR) - My Lady (acoustic medley) (KR) - My Turn to Cry (acoustic medley) (KR) - 월광 (Moonlight) (acoustic medley) (KR) - Monodrama (acoustic medley) (CH) - Call Me Baby (acoustic medley) (KR) - Love, Love, Love (acoustic medley) (KR) - 유성우 (Lady Luck) (acoustic medley) (KR) - What If (KR) - Tender Love (KR) - Love Me Right (CH) - 유리어항 (One and Only) (KR) - Stronger (KR) VCR (Lucky) - Heaven (KR) - Girl x Friend (KR) - 3.6.5. (KR) VCR (Tender Love + BeatBurger Remix) - Overdose (KR) - Transformer (KR) - Lightsaber (remix) (KR) Ment - 같이해 (Do It Together) (KR) - Full Moon (KR) - Drop That (KR) - Let Out The Beast (remix) (KR) - Lucky (CH) - Run (remix) (KR) VCR (Sing For You) - 으르렁 (Growl) (remix) (CH) - Lucky One (KR) Ment - 너의 세상으로 (Into Your World) (KR) |

| Japón |
| --- |
| Opening VCR - MAMA (remix) (KR) - Monster (remix) (KR) - 늑대와 미녀 (Wolf) (Remix) (KR) Ment - 백색소음 (White Noise) (KR) - Thunder (KR) - Playboy (KR) - Artificial Love (KR) VCR - 불공평해 (Unfair) (KR) - My Lady (acoustic medley) (KR) - My Turn to Cry (acoustic medley) (KR) - 월광 (Moonlight) (acoustic medley) (KR) - Monodrama (acoustic medley) (CH) - Call Me Baby (acoustic medley) (KR) - Love, Love, Love (acoustic medley) (KR) - 유성우 (Lady Luck) (acoustic medley) (KR) - What If (KR) - Tender Love (KR) - Love Me Right (JP) - 유리어항 (One and Only) (KR) - Stronger (KR) VCR (Lucky) - Heaven (KR) - Girl x Friend (KR) - 3.6.5. (KR) VCR (Tender Love + BeatBurger Remix) - Overdose (KR) - Transformer (KR) - Lightsaber (remix) (JP) Ment - 같이해 (Do It Together) (KR) - Full Moon (KR) - Coming Over (JP) (Tokyo and Osaka only) - Drop That (JP) - Let Out The Beast (remix) (KR) (Hiroshima only) - Lucky (KR) - Run (remix) (KR) VCR (Sing For You) - 으르렁 (Growl) (remix) (KR) - Lucky One (KR) Ment - 너의 세상으로 (Into Your World) (KR) |

| Tapéi |
| --- |
| Opening VCR - MAMA (remix) (KR) - Monster (remix) (CH) - 늑대와 미녀 (Wolf) (Remix) (KR) Ment - 백색소음 (White Noise) (KR) - Thunder (KR) - Playboy (KR) - Artificial Love (KR) VCR - 불공평해 (Unfair) (KR) - My Lady (acoustic medley) (KR) - My Turn to Cry (acoustic medley) (KR) - 월광 (Moonlight) (acoustic medley) (KR) - Monodrama (acoustic medley) (CH) - Call Me Baby (acoustic medley) (KR) - Love, Love, Love (acoustic medley) (KR) - 유성우 (Lady Luck) (acoustic medley) (KR) - What If (KR) - Tender Love (KR) - Love Me Right (CH) - 유리어항 (One and Only) (KR) - Stronger (KR) VCR (Lucky) - Heaven (KR) - Girl x Friend (KR) - 3.6.5. (KR) VCR (Tender Love + BeatBurger Remix) - Overdose (KR) - Transformer (KR) - Lightsaber (remix) (KR) Ment - 같이해 (Do It Together) (KR) - Full Moon (KR) - Drop That (KR) - Let Out The Beast (remix) (KR) - Lucky (CH) - Run (remix) (KR) VCR (Sing For You) - 으르렁 (Growl) (remix) (CH) - Lucky One (KR) Ment - 너의 세상으로 (Into Your World) (KR) |

## Fechas
| Fecha                    | Ciudad              | País               | Lugar                      | Entradas vendidas/disponibles | Recaudación |
| ------------------------ | ------------------- | ------------------ | -------------------------- | ----------------------------- | ----------- |
| Asia                     |                     |                    |                            |                               |             |
| 22 de julio de 2016      | Seúl                | Corea del Sur      | Arena de Gimnasia Olímpica | 84,696 (100%)                 | $10,147,250 |
| 23 de julio de 2016      | Seúl                | Corea del Sur      | Arena de Gimnasia Olímpica | 84,696 (100%)                 | $10,147,250 |
| 24 de julio de 2016      | Seúl                | Corea del Sur      | Arena de Gimnasia Olímpica | 84,696 (100%)                 | $10,147,250 |
| 29 de julio de 2016      | Seúl                | Corea del Sur      | Arena de Gimnasia Olímpica | 84,696 (100%)                 | $10,147,250 |
| 30 de julio de 2016      | Seúl                | Corea del Sur      | Arena de Gimnasia Olímpica | 84,696 (100%)                 | $10,147,250 |
| 31 de julio de 2016      | Seúl                | Corea del Sur      | Arena de Gimnasia Olímpica | 84,696 (100%)                 | $10,147,250 |
| 10 de septiembre de 2016 | Bangkok             | Tailandia          | Impact Arena               | 26,984 (100%)                 | $3,403,336  |
| 11 de septiembre de 2016 | Bangkok             | Tailandia          | Impact Arena               | 26,984 (100%)                 | $3,403,336  |
| 13 de septiembre de 2016 | Hiroshima           | Japón              | Hiroshima Green Arena      | 16,396 (100%)                 | $2,309,722  |
| 14 de septiembre de 2016 | Hiroshima           | Japón              | Hiroshima Green Arena      | 16,396 (100%)                 | $2,309,722  |
| 30 de septiembre de 2016 | Hangzhou            | China              | Huanglong Stadium          | 12,634 (100%)                 | $1,502,311  |
| 2 de octubre de 2016     | Fukuoka             | Japón              | Fukuoka Convention Center  | 32,694 (100%)                 | $4,554,690  |
| 3 de octubre de 2016     | Fukuoka             | Japón              | Fukuoka Convention Center  | 32,694 (100%)                 | $4,554,690  |
| 4 de octubre de 2016     | Fukuoka             | Japón              | Fukuoka Convention Center  | 32,694 (100%)                 | $4,554,690  |
| 12 de octubre de 2016    | Hokkaido            | Japón              | Makomanai Ice Arena        | 18,589 (100%)                 | $2,617,925  |
| 13 de octubre de 2016    | Hokkaido            | Japón              | Makomanai Ice Arena        | 18,589 (100%)                 | $2,617,925  |
| 7 de noviembre de 2016   | Prefectura de Aichi | Japón              | Nippon Gaishi Hall         | 27,371 (100%)                 | $3,859,587  |
| 8 de noviembre de 2016   | Prefectura de Aichi | Japón              | Nippon Gaishi Hall         | 27,371 (100%)                 | $3,859,587  |
| 9 de noviembre de 2016   | Prefectura de Aichi | Japón              | Nippon Gaishi Hall         | 27,371 (100%)                 | $3,859,587  |
| 26 de noviembre de 2016  | Taipéi              | República de China | Taipéi Arena               | 23,834 (100%)                 | $3,143,235  |
| 27 de noviembre de 2016  | Taipéi              | República de China | Taipéi Arena               | 23,834 (100%)                 | $3,143,235  |
| 30 de noviembre de 2016  | Tokio               | Japón              | Tokyo Dome                 | 104,978 (100%)                | $10,498,612 |
| 1 de diciembre de 2016   | Tokio               | Japón              | Tokyo Dome                 | 104,978 (100%)                | $10,498,612 |
| 9 de diciembre de 2016   | Osaka               | Japón              | Kyocera Dome               | 135,720 (100%)                | $13,576,159 |
| 10 de diciembre de 2016  | Osaka               | Japón              | Kyocera Dome               | 135,720 (100%)                | $13,576,159 |
| 11 de diciembre de 2016  | Osaka               | Japón              | Kyocera Dome               | 135,720 (100%)                | $13,576,159 |
| 11 de febrero de 2017    | Hong Kong           | Hong Kong          | AsiaWorld–Expo             | 25,784 (100%)                 | $3,437,272  |
| 12 de febrero de 2017    | Hong Kong           | Hong Kong          | AsiaWorld–Expo             | 25,784 (100%)                 | $3,437,272  |
| 25 de febrero de 2017    | Manila              | Filipinas          | Araneta Coliseum           | 20,306 (100%)                 | $3,024,528  |
| 26 de febrero de 2017    | Manila              | Filipinas          | Araneta Coliseum           | 20,306 (100%)                 | $3,024,528  |
| 18 de marzo de 2017      | Kuala Lumpur        | Malasia            | Estadio Merdeka            | 26,183 (100%)                 | $2,597,138  |
| 2 de abril de 2017       | Singapur            | Singapur           | Singapore Indoor Stadium   | 10,904 (100%)                 | $1,703,219  |
| América del Norte        |                     |                    |                            |                               |             |
| 25 de abril de 2017      | Newark              | Estados Unidos     | Prudential Center          | 5,999 / 10,967 (89%)          | $998,411    |
| 27 de abril de 2017      | Ciudad de México    | México             | Arena Ciudad de México     | 12,784 / 14,198 (90%)         | $1,917,213  |
| 28 de abril de 2017      | Los Ángeles         | Estados Unidos     | The Forum                  | 8,668 / 9,739 (89%)           | $1,436,158  |
| 29 de abril de 2017      | Las Vegas           | Estados Unidos     | MGM Grand Garden Arena     | 8,668 / 9,739 (90%)           | $1,436,168  |
| Asia                     |                     |                    |                            |                               |             |
| 27 de mayo de 2017       | Seúl                | Corea del Sur      | Estadio Olímpico de Seúl   | 86,382 / 86,382 (100%)        | $11,406,574 |
| 28 de mayo de 2017       | Seúl                | Corea del Sur      | Estadio Olímpico de Seúl   | 86,382 / 86,382 (100%)        | $11,406,574 |
| TOTAL                    | TOTAL               | TOTAL              | TOTAL                      | 680,906 / 688,359 (99%)       | $82,133,340 |

## Personal
- Artista: Xiumin, Suho, Lay, Baekhyun, Chen, Chanyeol, D.O, Kai, Sehun
- Organizador: S.M. Entertainment
- Promotor: Dream Maker Entercom, SM True (TH), Star Planet (MY), Malaysia Major Events (MY), PULP Live World (PH), ONE Production (SG), Dilemma Conciertos
- Ventas de entradas: YES24 (KR), All Ticket (TH), Damai (CH), Ticketnet (PH), TicketCharge (MY), Sports Hub Tix (SG)